# Иванов-Смоленский, Алексей Владимирович
Алексей Владимирович Иванов-Смоленский (1922—2009) — советский и российский учёный, доктор технических наук, профессор.
Автор многочисленных научных трудов, в том числе 12 монографий, а также ряда изобретений. Широко известна его книга «Физическое моделирование электрических систем (совместно с В.А. Вениковым), «Электромагнитные поля и процессы в электрических машинах и их физическое моделирование», «Универсальный метод расчета электромагнитных процессов в электрических машинах» (совместно с Ю.В. Абрамкиным, А.И. Власовым, В.А. Кузнецовым), «Проектирование гидрогенераторов и синхронных компенсаторов» (совместно с А.И. Абрамовым); учебник «Электрические машины», переведенный на английский, французский и испанский языки.

## Биография
Родился в 1922 году. Его отец был видным электротехником и принимал участие в создании плана ГОЭЛРО; был репрессирован, находился в ссылке.
Окончил Московский энергетический институт. В 1950 году защитил кандидатскую диссертацию, в 1956 году — докторскую.
За более чем 50-летнюю деятельность Алексей Владимирович внёс большой вклад в развитие теории и практики энергетики и электромеханики. Совместно с членом-корреспондентом Академии наук СССР Г. Н. Петровым руководил разработкой и изготовлением на заводе «Уралэлектротяжмаш» опытного высоковольтного гидрогенератора мощностью 14,5 МВт, на котором впервые в мире было получено напряжение 110 кВ; был разработан рабочий проект высоковольтного гидрогенератора мощностью 100 МВт на напряжение 165 кВ.
С середины 1950-х годов начал работать на кафедре под руководством профессора Петрова. Работал за границей в странах СЭВ. Печатался; став доцентом, начал преподавательскую карьеру. Был одним из ведущих преподавателей Московского энергетического института, подготовил большое число специалистов-электромехаников в нашей стране и за её пределами. А. В. Ивановым-Смоленским создана научная школа в области электромагнитных расчётов, организована научная лаборатория, подготовлены многие кандидаты и доктора наук. Создав курс «Электромагнитные расчеты», являющийся базой специальной подготовки инженеров-электромехаников, он был инициатором включения этого курса в учебные программы энергетических вузов страны.
Алексей Владимирович в течение многих лет работал председателем секции НТО МЭИ; был членом редколлегии научно-технических журналов «Электричество», «Известия вузов. Электромеханика», а также издательств «Энергоатомиздат» и «Мир»; членом нескольких секций Научного Совета РАН по комплексной проблеме «Научные основы электрофизики и электроэнергетики».
Умер в Москве в 2009 году.

## Заслуги
- Заслуженный деятель науки Российской Федерации.
- Награждён государственными наградами, серебряной медалью ВДНХ СССР.
- За большой трудовой вклад и плодотворную многолетнюю деятельность был удостоен в 2005 году премии МЭИ «Почет и признание».[3] Ветеран труда МЭИ.
- Почетный академик Академии электротехнических наук РФ, почетный профессор Университета Сан-Маркос республики Перу.